# Balkanatolia
Durante unos 10 millones de años, hasta el final del Eoceno, Balkanatolia era una isla continente o una serie de islas, separada de Asia y también de Europa occidental. En la actualidad, la zona comprende aproximadamente los modernos Balcanes y Anatolia. Los mamíferos fósiles de esta zona son distintos de la fauna de mamíferos de Europa occidental o de Asia. 
En el sureste de Europa, los hallazgos del Eoceno de Amynodontidae, Hyracodontidae, Brontotheriidae y Anthracotheriidae tienen afinidades con formas asiáticas, pero no con las de Europa occidental. Esta fauna relacionada con Asia en Balkanatolia se mantuvo distinta de la fauna de Europa occidental hasta 10 millones de años antes del evento de extinción del Eoceno-Oligoceno, la Grande Coupure cuando comenzó la glaciación antártica, bajó el nivel del mar y se hizo posible la migración terrestre a Europa occidental; la fauna endémica de Europa occidental desapareció y fue reemplazada en gran medida por formas asiáticas. Algunas de estas formas asiáticas pueden haber llegado a Europa occidental desde Balcanatolia.
Fósiles de bacteoros y roedores cricetidos en los Balcanes indican que los mamíferos invasores procedentes de Asia comenzaron a colonizar el elemento del sureste de Europa de los Balcanes en el Eoceno medio o tardío, en algún momento entre las etapas del Luteciano y el Priaboniano. 
Dentro de Balkanatolia, la fauna del sureste de Europa también difiere de la de Anatolia; esto podría ser un artefacto del proceso de investigación hasta la fecha, pero puede haber habido barreras internas para el movimiento entre el este y el oeste de Balkanatolia.